# Yogi B
Balakrishna Ganeshan Yogeswaran Veerasingam, conocido popularmente por su nombre artístico Yogi B o Yogi B., nació el 14 de diciembre de 1974 en Kuala Lumpur, Malasia. Es un rapero y productor musical malasio de origen tamil, reconocido por sus contribuciones pioneras al género de hip-hop en tamil.

## Primeros años
Yogi B creció en un entorno multicultural que más tarde influiría en su carrera musical. Criado en una familia de habla tamil, su exposición temprana a diversas lenguas y tradiciones culturales desempeñó un papel crucial en la formación de su estilo musical único. Su abuelo, Kumaraswamy, fue un notable líder dravidiano en Malasia, conocido por su defensa y su impacto dentro del movimiento dravidiano.

## Carrera

### Poetic Ammo
Yogi B fundó el grupo malasio de hip-hop Poetic Ammo a mediados de la década de 1990. Además de Yogi B, el grupo estaba compuesto por Chandrakumar Balakrishnan (alias Land Slyde), Nicholas Ong (alias Point Blanc) y Sashi Kumar Balakrishnan (alias C. Loco). Aunque la mayoría de las canciones del grupo estaban escritas en inglés, también lanzaron temas en malayo, tamil y cantonés.
La banda ganó el premio al 'Mejor Álbum en Inglés' en los premios Anugerah Industri Muzik (AIM) de Malasia en 1999. También recibieron el premio al 'Mejor Video Musical' en los AIM en 2000 y 2001. Su video musical 'Money Money' obtuvo reconocimiento nacional e internacional.

### Ascenso a la fama
Los mediados de la década de 2000 fueron transformadores para Yogi B, marcados por un aumento en la popularidad del hip-hop tamil. Su colaboración con el dúo de rap Natchatra, compuesto por Dr Burn y Emcee Jesz, desempeñó un papel fundamental en este ascenso. En 2006, Yogi B alcanzó un éxito notable con el lanzamiento del álbum Vallavan. Yogi B también fue el productor ejecutivo del álbum.
El tema destacado del álbum, "Madai Thiranthu", se convirtió en una sensación, resonando tanto con la diáspora tamil como con la comunidad tamil en la India. La canción, una fusión única del clásico de Ilaiyaraaja con rap contemporáneo, cautivó a audiencias en todo el mundo. Obtuvo un reconocimiento significativo de la diáspora tamil en Londres, Australia, Sri Lanka y países escandinavos. En el sur de la India, la canción se asoció estrechamente con el ahora desaparecido canal SS Music, que la transmitía con frecuencia. El álbum vendió más de 25,000 unidades.

### Debut en la industria cinematográfica tamil
En 2007, Yogi B debutó en la industria cinematográfica tamil con la película Polladhavan, dirigida por Vetrimaaran y protagonizada por Dhanush. Contribuyó a la banda sonora de la película interpretando la canción "Engaeyum Eppothum", una pista que contó con la participación del legendario cantante S. P. Balasubrahmanyam. La música de Polladhavan fue compuesta por G. V. Prakash Kumar, y la colaboración de Yogi B en esta canción marcó un hito significativo en su carrera, uniendo su éxito en la música independiente con el cine mainstream.

### Colaboraciones con compositores destacados
Después de su éxito con Polladhavan, Yogi B continuó colaborando con varios compositores de renombre, consolidando aún más su presencia en la industria cinematográfica tamil. Trabajó con Vidyasagar, A. R. Rahman, Sean Roldan, Santhosh Narayanan, D. Imman y Anirudh Ravichander.

### Desafíos de salud y reveses en su carrera
A pesar de su creciente carrera, Yogi B enfrentó importantes desafíos personales y de salud que detuvieron temporalmente su ascenso en el mundo de la música. La tragedia de la muerte de su madre en 2013 lo afectó profundamente tanto a nivel personal como profesional. Esta pérdida, combinada con dos cirugías importantes por bocio (agrandamiento de la glándula tiroides), creó un período de intensa dificultad para Yogi B.

### Obras recientes
En 2020, Yogi B interpretó la canción "Thani Vazhi" en la película tamil Darbar, protagonizada por Rajinikanth y dirigida por A. R. Murugadoss. Apareció junto a Anirudh Ravichander, quien también compuso la canción, y Shakthisree Gopalan.

## Discografía
| Año  | Álbum                       | Artistas             | Ref.   |
| ---- | --------------------------- | -------------------- | ------ |
| 1998 | It's a Nice Day to Be Alive | Poetic Ammo          | [ 13 ] |
| 2000 | The World Is Yours          | Poetic Ammo          | [ 14 ] |
| 2003 | Return of Tha' Boombox'     | Poetic Ammo          | [ 15 ] |
| 2006 | Vallavan                    | Yogi B and Natchatra | [ 16 ] |

## Filmografía
| Año de lanzamiento | Película          | Idioma          | Cantante | Letrista | Notas | Ref.   |
| ------------------ | ----------------- | --------------- | -------- | -------- | ----- | ------ |
| 2007               | Polladhavan       | Tamil           | Sí       | No       | [ a ] | [ 17 ] |
| 2008               | Kuruvi            | Tamil           | Sí       | No       |       | [ 18 ] |
| 2010               | Enthiran          | Tamil           | Sí       | No       |       | [ 19 ] |
| 2010               | Robo              | Telugu          | Sí       | No       | [ b ] | [ 19 ] |
| 2011               | Aadukalam         | Tamil           | Sí       | Sí       |       | [ 20 ] |
| 2011               | Oru Vaarthai Pesu | Tamil           | Sí       | No       |       | [ 21 ] |
| 2017               | Vivegam           | Tamil           | Sí       | Sí       |       | [ 22 ] |
| 2017               | VIP 2             | Tamil           | Sí       | Sí       |       | [ 23 ] |
| 2018               | Kaala             | Tamil           | Sí       | No       |       | [ 24 ] |
| 2018               | Tik Tik Tik       | Tamil           | Sí       | No       |       | [ 25 ] |
| 2020               | Darbar            | Tamil           | Sí       | Sí       |       | [ 26 ] |
| 2020               | Athigaari         | Tamil (Malasia) | Sí       | Sí       |       | [ 27 ] |
| 2021               | Salaga            | Canarés         | Sí       | No       |       | [ 28 ] |
| 2023               | Tamilarasan       | Tamil           | Sí       | No       |       | [ 29 ] |